# Verkehrsgemeinschaft Garmisch-Partenkirchen
Die Verkehrsgemeinschaft Garmisch-Partenkirchen (abgekürzt VG-GAP) ist eine Tarifkooperation von zwei Verkehrsunternehmen, die im Landkreis Garmisch-Partenkirchen Buslinien betreiben. Sie wurde zum 1. Juni 2001 gegründet. Seither werden bei unternehmensübergreifenden Busfahrten innerhalb des Landkreises Garmisch-Partenkirchen durchgehende Fahrkarten ausgegeben. Ein echter Gemeinschaftstarif wie in anderen Verkehrsgemeinschaften besteht jedoch nicht, die jeweiligen Haustarife der an der VG-GAP beteiligten Unternehmen existieren auch weiterhin. Außerdem ist der Schienenverkehr nicht tariflich integriert.
Einige Buslinien im Landkreis Garmisch-Partenkirchen sind nicht in die VG-GAP integriert. Dazu gehören die DB Oberbayernbus-Linien rund um Murnau am Staffelsee im nördlichen Kreisgebiet, die Ortslinie Bad Kohlgrub des Verkehrsbetriebs Reindl, die von der Kurverwaltung Mittenwald betriebenen Linienverkehre (Mittenwald – Elmau, Mittenwald – Ferchensee, Ski- und Gästebus Mittenwald und der Ski- und Loipenbus Oberes Isartal) sowie der „Panorama-Express“ Wallgau – Elmau der Firma Franz Kriner.
Im Dezember 2024 beschloss der Landkreis Garmisch-Partenkirchen, zum 1. Januar 2026 dem Münchner Verkehrsverbund beizutreten. Der MVV-Tarif wird dann den Kooperationstarif der VG-GAP ablösen.

## Beteiligte Unternehmen
An der VG-GAP sind folgende Unternehmen beteiligt:
- Gemeindewerke Garmisch-Partenkirchen (Ortsbusse Garmisch-Partenkirchen)
- Regionalverkehr Oberbayern GmbH (DB Oberbayernbus)

Drittes Gründungsmitglied war die Karl Hans Terne Co. OHG Verkehrsgesellschaft Garmisch-Partenkirchen / Eibsee-Verkehrsgesellschaft OHG. Diese stellte jedoch am 31. Dezember 2023 den Betrieb ein. Seitdem besteht die Verkehrsgemeinschaft nur noch aus den Gemeindewerken Garmisch-Partenkirchen und der RVO.

## Funktionsweise des Kooperationstarifs
Die sogenannten „Kooperationsfahrscheine“ der VG-GAP sind 15 Prozent günstiger als die jeweiligen Normalfahrpreise der beteiligten Verkehrsunternehmen. Der Fahrpreis eines solchen Kooperationsfahrscheins ergibt sich aus der Addition der Teilstrecken zum jeweiligen Haustarif der benutzten Busunternehmen – von dieser Summe werden anschließend die 15 Prozent Rabatt abgezogen. Zu diesem Kooperationstarif werden Einzelfahrscheine für Erwachsene und Kinder sowie Wochen- und Monatskarten angeboten.

## Besonderheiten
- Im Rahmen der VG-GAP erkennen die beteiligten Verkehrsunternehmen auf parallel bedienten Strecken außerdem gegenseitig nach dem Haustarif des jeweiligen Partnerunternehmens ausgestellte Zeitkarten an.
- Mit der Garmisch-Partenkirchener Kurkarte bzw. dem Gäste-Fahrschein der Gemeinde Farchant kann die Eibsee-Linie nicht kostenlos benutzt werden
- Mit der Grainauer „GästeKarte“ können nur die Busse des RVO kostenlos benutzt werden
- Die BahnCard der DB wird durch die VG-GAP nicht anerkannt. Im Gegensatz zu den Ortsbussen Garmisch-Partenkirchen gilt die BahnCard jedoch beim Haustarif der DB Oberbayernbus